# جاموي
جاموي رمزها «JA» (بالإنجليزية: Jamui)‏ ، هو تقسيم إداري لدولة الهند تتبع ولاية بيهار (بالإنجليزية: Bihar)‏ ، مركزها هو مدينة جاموي (بالإنجليزية: Jamui)‏ عدد سكانها حسب تعداد سنة 2001 هو 1,756,078 ، مساحتها 3,099 كم² وكثافة السكان 567 لكل كم² .